# Ulrich Müller-Herold

Ulrich Müller-Herold (1997)

Ulrich Müller-Herold (* 13. Juli 1943 in Montabaur) ist ein deutscher Chemiker.

## Leben
Nach der Promotion 1969 zum Dr. med. in Köln studierte er Chemie und Quantenmechanik an der ETH Zürich. Nach der Habilitation 1981 für theoretische Chemie an der ETH Zürich wurde er 1986 Professor an der ETH Zürich.

## Schriften (Auswahl)
- mit Hans Primas: Elementare Quantenchemie. Stuttgart 1990, ISBN 3-519-13500-0.
- mit Anton Amann: Offene Quantensysteme. Die Primas Lectures. Berlin 2011, ISBN 978-3-642-05186-9.